# René Copinne
René Copinne, né le 14 janvier 1910 à Schaerbeek, fusillé par les Allemands, le 18 janvier 1943, est un agent du SOE durant la Seconde Guerre mondiale. Arrêté par la Gestapo lors du démantèlement de son réseau, il est torturé et fusillé au Tir national.

## Éléments biographiques
Aux premières heures de la guerre, René Copine décide de rallier Londres. Il intègre le Special Operations Executive britannique et y reçoit une formation de parachutiste et de radiotélégraphiste. Le nom de code de sa mission est Mastiff, elle est étroitement associée à celle de Valère Passelecq dont la mission porte le nom de code Incomparable. Mastiff est en effet l'opérateur radio d'Incomparable. Les deux hommes sont parachutés dans la région de Douai, le 28 février 1942, ils doivent traverser ensuite la frontière et rejoindre clandestinement Bruxelles.
Avant la guerre, René Copinne était le responsable de la cantine de l'œuvre nationale des aveugles fondée par Charles Vanden Bosch, le Père Agnello. René Copine lui explique sa mission et son besoin de pouvoir dissimuler son émetteur radio. Le Père Agnello l'installe dans sa bibliothèque pour aveugles en qualité de bibliothécaire-relieur. L'émetteur y est dissimulé parmi les livres. La mission Incomparable comportait une dimension politique et une seconde relative au sabotage. Passelecq devait également informer Londres sur l'opinion publique en Belgique et faire de la propagande en faveur des alliés. Aarens, un agent du réseau avait été arrêté et sa radio saisie par l'occupant. La Gestapo intercepte alors un message transmis par Londres. Il comportait l'adresse du Père de René Copinne qui leur servait de safehouse à Bruxelles. Valère Passelecq et René Copinne y sont arrêtés le 9 juillet 1942. Le lendemain, la Gestapo arrête le Père Agnello. René Copinne est fusillé au Tir national, le 18 janvier 1943. Valère Passelecq est décapité à Wolfenbüttel, le 7 juin 1944 et le père Agnello meurt à Dachau,le 9 mars 1945.
Le Allemands continueront à utiliser le poste radio en transmettant directement des messages à Londres pour passer commande d'armement ou demander des fonds. Ceci désorganisera profondément le SOE et de nombreux agents tombèrent directement dans les griffes des Nazis leurrés par ce stratagème qui fera des dégâts jusqu'en 1943.

## Reconnaissances
- Une Stolpersteine au nom de René Copinne est inaugurée le 21 novembre 2018 devant son domicile rue du Noyer, 152.